# Mortal Engines-Quartett
Das Mortal Engines-Quartett (in Großbritannien Mortal Engines Quartet, in US-Amerika Hungry City Chronicles; zeitweise auch Predator Cities) ist eine Tetralogie von Philip Reeve aus den Jahren 2001 bis 2006. Die mit Steampunk-Elementen versehene Geschichte spielt in einer futuristischen, postapokalyptischen Zukunft der Erde. In zu fahrenden Orten umfunktionierte Städte bewegen sich durch eine umgepflügte und verschmutzte Landschaft. Dem Konzept des daraus entstandenen Städtedarwinismus folgend nutzen sie andere Orte als Beute und Rohstoffquelle. Aus der Sicht mehrerer junger Menschen wird der zum Krieg eskalierende Konflikt mit einer Gemeinschaft statischer Orte thematisiert.
Im deutschen Sprachraum erschien 2003 der erste Band unter dem Titel Großstadtjagd in der Übersetzung von Anja Hansen-Schmidt. Mit Erscheinen des Kinofilms erfolgte 2018/19 von Nadine Püschel und Gesine Schröder die Neuübersetzung des ersten Buchs und die Übertragung der drei Folgebände ins Deutsche. Reeve ergänzte seine Zukunftswelt um mehrere, bisher nicht übersetzte Kurzgeschichten und ein Kompendium. In der eigenen Buchreihe um die junge Fever Crumb veröffentlichte der Autor mehrere hundert Jahre vor dem Quartett spielende Geschichten über diese Zukunftsfiktion. Eine weitere, sich hundert Jahre vorher ereignende Erzählung beinhaltet das Buch Thunder City.

## Entstehung und Erklärungen
Reeve plante anfangs nur einen Band und benötigte sechs Jahre für die Fertigstellung dieses ersten Buches. Er wollte im Roman den Geist der eigentlich für Erwachsene gedachten Science-Fiction-Geschichten einfangen, die er als Kind gerne las. Dennoch hat er das Handlungstempo hoch gehalten und junge Charaktere verwendet, um ein junges Publikum zu erreichen. Verworfene Entwürfe bei der Entstehung des ersten Bands wie die Flussstädte und den Grünen Sturm verwendete Reeve für die Fortsetzungen.
Der Titel Mortal Engines ist ein Zitat aus dem 3. Akt, III. Szene der Tragödie Othello von William Shakespeare („Othello: And O you mortal engines whose rude throats / Th'immortal Jove’s dread clamors counterfeit…“ – Zeile 352).
Als großen Einfluss auf die Buchreihe benennt Reeve in einem Interview den Film Brazil von Terry Gilliam. Auch Spuren von Star Wars, James Bond und historischen Romanen von Patrick O’Brian und Geraldine McCaughrean seien erkennbar.
Die Namen der Charaktere entlieh sich der Autor aus verschiedenen Quellen. Der Name Natsworthy ist eigentlich ein Ort in der englischen Hügellandschaft Dartmoor. Shrike ist der englische Name eines Vogels, Pennyroyal der einer Blume. Für Titel von Luftschiffen nutzte er üblicherweise Worte aus einem Gedicht, dem Titel eines Buches, eines Liedes oder eines Bandnamens, wie beispielsweise die The 13th Floor Elevators. Das Luftschiff Jenny Haniver dagegen ist im Buch eine verschlüsselte Form des Wortes Meerjungfrau, da der Charakter Anna Fang einen als Meerjungfrau bezeichneten Rochen sah.

## Handlung

### Handlungsrahmen
Die alte Welt ging im sogenannten Sechzig-Minuten-Krieg unter. Die verwendeten Waffen veränderten die Erde gravierend. Es gab tektonische Verschiebungen, kurze Eiszeiten, Vulkane wurden aktiv und Nordamerika durch den Waffeneinsatz unbewohnbar.
Bis zum Traktionszeitalter vergingen mehrere Jahrtausende. Den dunklen Jahrhunderten folgten Epochen wie die des Elektrischen Weltreichs und der Blaumetall-Kultur.
Die Zeitrechnung Traktionszeit (TZ) beginnt mit der ersten Verwendung von Dampfmaschinen statt Tieren zur Fortbewegung der Transportfahrzeuge der europäischen Nomaden. Im Englischen wird sie von Reeve als Traction Era bezeichnet und mit TE abgekürzt. Klimaveränderungen machten Ortswechsel sinnvoll, und so entstand der erste Traktionsboom, der durch ein sich stabilisierendes Wetter wieder zum Erliegen kam.
Ab 477 TZ wurden erstmals Traktionsstädte gebaut, es begann der zweite Traktionsboom. Die Städte glichen Militärmaschinen, und es kam zu einem Krieg, der erst 520 TZ durch eine gemeinsame Konferenz der Beteiligten beendet werden konnte. Die Regeln des Städtedarwinismus wurden entwickelt. Große Städte verleiben sich kleinere Städte ein, kleinere Städte wiederum Dörfer. Die gefangenen Menschen werden zu niederen Diensten gezwungen, eine Versklavung ist eigentlich nicht erlaubt. Die Materialien der erbeuteten Orte werden recycelt oder für die Fortbewegung verfeuert. 882 TZ beginnen sich die Regeln des Städtedarwinismus zu wandeln; aus der mehr oder weniger friedlichen Übernahme kleinerer Städte entwickelt sich die erzwungene Übernahme durch Raubstädte. Zu Beginn des Mortal Engines-Quartetts nähert sich der dritte Traktionsboom dem Ende, da die Ressourcen immer knapper werden.
Das Jagdgebiet der Städte befindet sich im eurasischen Bereich, das Land ist durch die sich auf Ketten fortbewegenden Städte aufgewühlt und unbewohnbar. Auch schwimmende Orte entstanden.
Gegenspieler ist ein vor ebenfalls tausend Jahren gegründeter Zusammenschluss statischer Orte, der sich zur Antitraktionistischen Liga entwickelte. Ihr schlossen sich statische Siedlungsgebiete in Europa, Asien und Afrika an. Nur am Rande erwähnt werden weitere Weltregionen wie die Zikkurat-Städte der Nuevo Maya im früheren Südamerika.
Es werden unterschiedliche Sprachen gesprochen. In den Traktionsstädten ist dies beispielsweise Anglisch und Neudeutsch. Die Verkehrssprache der Aeronauten ist eine Airsperanto genannte Mischung verschiedener Sprachen. Bei den Antitraktionisten ist unter anderem Chinesisch verbreitet.

### Band 1 - Krieg der Städte (Großstadtjagd)
Dieser Band spielt im Jahr 1007 TZ.
Zehn Jahre hatte sich London vor größeren Städten versteckt. Doch da die Beute rar ist, überquert die Traktionsstadt die Landbrücke nach Europa. Die kleine Stadt Salthook wird aufgebracht. Unter die Bewohner des kleinen Ortes mischt sich die junge Hester Shaw. Sie versucht den Historiker Thaddeus Valentine zu erstechen, der ihre Eltern ermordete, doch Tom Natsworthy kann dies verhindern und erfährt von ihr ihren Namen. Sie springt von Bord. Als Tom Valentine von seinem neuen Wissen erzählt, stößt dieser ihn über Bord.
Zusammen mit Bürgermeister Crome baut Valentine die mächtige, aus den Zeiten des Sechzig-Minuten-Krieges stammende Waffe MEDUSA nach, die London einen Zugang in neue Jagdgründe ermöglichen soll. Sie wollen den Wall von Shan Guo zerstören, der den Weg in die Gebiete der Antitraktionsliga blockiert und den indischen Subkontinent und Teile Chinas vor der Plünderung schützt. Den Kern der Waffe entdeckte Hesters Mutter. Um das Geheimnis vor Agenten der Antitraktionsliga zu schützen, lässt Crome den Wiedererweckten Shrike nach den beiden Flüchtigen suchen. Valentine schickt er mit einem Geheimauftrag zum Schildwall des Gegeers.
Tom und Hester geraten in der Zwischenzeit in Gefangenschaft und sollen als Sklaven verkauft werden, können mit Hilfe von Anna Fang nach Airhaven fliehen. Dort holt sie Shrike ein, der Airhaven schwer beschädigt, um in der auftretenden Verwirrung Hester töten zu können. Doch die beiden Jugendlichen können erneut fliehen und gelangen auf einem Piratenvorort zur Schwarzen Insel, auf die sich Airhaven zur Reparatur zurückgezogen hat. Shrike findet die beiden erneut, und Tom kann den bereits beschädigten Stalker mit einem Schwerthieb zerstören.
London wird von der überlegenen Panzerstadt Bayreuth verfolgt. Um der Vernichtung zu entgehen, lässt Crome MEDUSA mit Erfolg abfeuern. Bayreuth ist zerstört, allerdings auch das Geheimnis um die Waffe gelüftet. Ein Wettlauf gegen die Zeit beginnt. London eilt Richtung Schildwall, um diesen schnellstmöglich zu zerstören. Anna Fang reist mit Tom und Hester zum Gouverneur der Antitraktionsliga, um vor der Gefahr zu warnen. Kurz nach ihrer Ankunft gelingt es Valentine, die nördliche Luftflotte seiner Feinde in ihren Hangars zu zerstören. Anna Fang wird von ihm im Zweikampf getötet. Die Antitraktionsliga ist damit wehrlos.
Hester und Tom folgen Valentine mit Annas Schiff Jenny Haniver, um ihn zu stoppen. Tom setzt seine Begleiterin auf der Traktionsstadt ab, wo sie kurz darauf festgenommen wird. Auch Valentines Tochter versucht die selbst vor der eigenen Bevölkerung geheimgehaltene Waffe zu zerstören. Sie sieht, wie ihr Vater Hester mit dem Schwert töten will und wirft sich dazwischen. Sterbend stürzt sie auf das Kontrollpult der bereits instabilen Waffe, deren Explosion nun nicht mehr zu verhindern ist. Der sein Handeln nun bereuende Valentine und Katherine kommen in den Flammen um, während Hester auf das Luftschiff fliehen kann. London ist zerstört.

### Band 2 - Jagd durchs Eis
Dieser Band spielt in den Jahren 1009/10 TZ.
Zwei Jahre nach dem Untergang von London nehmen die zum Paar gewordenen Tom und Hester auf Airhaven den Schriftsteller Nimrod Pennyroyal als zahlenden Gast an Bord. Kurz nach ihrem Abflug entgehen sie nur knapp dem Angriff dreier Luftschiffe vom Grünen Sturm, doch ihre Jenny Haniver ist beschädigt und treibt steuerlos Richtung Norden. Sie begegnen der Eisstadt Anchorage, die nach einer Seuche nur noch fünfzig Bewohner hat. Deren Fürstin, die Margrabina Freya Rasmussen, hat als letzten Hoffnungsschimmer zur Rettung ihrer Stadt den Kurs Richtung Nordamerika einschlagen lassen, da ein von ihr gelesenes Buch von Pennyroyal auf bewohnbare Landstreifen verweist. Das Eintreffen des Schriftstellers bekräftigt dieses Vorhaben.
Der an die Geräusche von Städten gewöhnte Tom fühlt sich auf der Traktionsstadt wohl und würde gerne bleiben, während es Hester in die Ferne zieht. Durch diese Unstimmigkeiten kommen sich Freya und Tom näher und küssen sich schließlich. Hester, die das beobachtet, verlässt den Ort mit der Jenny Haniver und verrät den Standort von Anchorage an die Raubstadt Arkangel. Dabei ist ihr bewusst, dass die Bewohner nach dem Fressen des Ortes versklavt würden. Als Lohn bedingt sie sich Tom aus in der Annahme, dass er ohne die Stadt wieder zu ihr zurückkehren wird. Ihr Auftauchen auf Arkangel wird von einem Spitzel des Grünen Sturms beobachtet. Sie wird gefangen genommen und zum Korsarenkliff gebracht.
Das Korsarenkliff ist der Stützpunkt des Grünen Sturms. Die Kommandantin ist Sathya, der frühere Schützling von Anna Fang. Sathya konnte den Tod der Aeronautin nicht verkraften und erschuf aus deren totem Körper den Stalker Fang, der jedoch keine Erinnerung an die Vergangenheit hat. Hester und die Jenny Haniver werden gebraucht, um in der Wiedererweckten Erinnerungen zu wecken.
Auf Anchorage verschwinden Wertgegenstände. Tom entdeckt als Diebe kleine Kinder, die verlorenen Jungs, die sich in einem Mini-U-Boot, einer sogenannten Zecke, an die Stadt angeheftet haben. Er wird von ihnen entführt und in ihre Zentrale Grimsby gebracht. Anführer der Bande ist Stilton Kael, seinen geraubten Kindern nur als Onkel bekannt, ein verstossener Bewohner von Arkangel. Er will sich an Anna Fang rächen, die ihn in diese Lage gebracht hat, und die er auf dem Korsarenkliff weiß. Mit Hilfe seines Gefangenen will er seine Rache verwirklichen.
Auf dem Korsarenkliff angekommen wird Tom sofort von den Sicherheitstruppen des Grünen Sturms gefasst. Er dient den verlorenen Jungs jedoch nur als Ablenkung, da die Anlage mit Kamerabomben in die Luft gesprengt werden und nur Anna Fang überleben soll. Caul, einer der Bandenmitglieder, zündet aus Gewissensbissen die Sprengsätze jedoch zu früh, um Tom zu schützen. Stalker Fang kann im entstehenden Chaos aus dem Gefängnis fliehen und übernimmt die Macht über den Grünen Sturm. Er lässt Tom und Hester mit der Jenny Haniver fliehen.
Hester verschweigt Tom, Anchorage an Arkangel verraten zu haben. Dennoch eilen sie zur Eisstadt, die von einer Vorhut der Raubstadt überfallen wurde. Tom überrascht Pennyroyal beim Diebstahl der Jenny Haniver und wird schwer verletzt. Der Schriftsteller flieht mit dem Luftschiff. Hester stellt sich den Angreifern und bringt einen nach dem anderen gnadenlos um. Arkangel selbst bricht im dünnen Eis ein, wird evakuiert und aufgegeben.
Caul wird von Onkel für seine Tat zum Tod verurteilt, doch ihm wird die Flucht von Grimsby durch einen anderen verlorenen Jungen ermöglicht. Mitnehmen kann er eine Karte Vinelands, in der grüne Inseln eingezeichnet sind. Damit erreicht er Anchorage. Freya lässt Kurs auf ihre neue Heimat setzen. Die Kugel nahe Toms Herzens kann entfernt werden, er überlebt. Er und die schwangere Hester bleiben auf der Stadt.

### Band 3 - Der Grüne Sturm
Dieser Band spielt im Jahr 1025 TZ.
Die vom Leben in der nun statischen Stadt Anchorage eher gelangweilte fünfzehnjährige Wren Natsworthy wird von den verlorenen Jungen kontaktiert und gebeten, das sogenannte Zinnbuch aus der Bibliothek von Freya zu stehlen. Als Gegenleistung will Wren mitgenommen werden. Als Hester davon erfährt, erschießt sie zwei der verlorenen Kinder, während das überlebende Bandenmitglied Fishcake mit der nun entführten Wren entkommt. Auf der Fahrt nach Brimsby hören die beiden Jugendlichen einen Funkspruch vom Floßbad Brighton, nach dem die Eltern der entführten Kinder auf der Suche nach ihnen wären. Fishcake folgt dem Ruf, doch es ist eine Falle von Sklavenhändlern, geduldet von Pennyroyal, der mittlerweile Bürgermeister des schwimmenden Ortes ist. Wren gelingt es, eine der besser behandelten Sklaven des Bürgermeisters zu werden. Auch das Zinnbuch gelangt zu Pennyroyal. Wren lernt den Sklaven und ehemaligen Aeronauten Theo Ngoni kennen und plant, mit diesem auf dem Luftschiff des Bürgermeisters zu fliehen.
Tom und Hester erreichen zusammen mit Freya und Caul auf ihrer Suche nach Wren den nahezu entvölkerten, schwer beschädigten und dem Untergang geweihten Ort Grimsby, denn die meisten anderen verlorenen Jungs folgten ebenfalls dem Aufruf ihrer angeblichen Eltern. Nachdem Hester und Tom von Onkel erfahren haben, wo ihre Tochter sein könnte, machen sie sich nach seinem Tod auf den Weg nach Brighton. Auf der schwimmenden Stadt wird Tom vom Sklavenhändler festgenommen. Als Hester ihn befreit, sieht Tom, wie ruhig und glücklich sie beim Töten der Wächter wirkt.
Caul und Freya nehmen die verbleibenden Kinder von Grimsby mit nach Anchorage. Caul, der sich durch den Tod von Onkel nicht mehr an Grimsby gebunden fühlt, ist nun frei für ein gemeinsames Leben mit Freya; die beiden heiraten in Anchorage.
Stalker Fang hat den Hohen Rat der Antiraktionistischen Liga und damit das Bündnis aufgelöst. Der Grüne Sturm hat die Macht übernommen und einen nun schon viele Jahre andauernden Krieg gegen die Traktionsstädte eröffnet. Shrike wird nach achtzehn Jahren von Oenone Zero wiedererweckt und dient Fang als Leibwache. Er erfährt von Oenones Plan, Stalker Fang zu vernichten. Doch er kann die Doktorin nicht töten, sein Gewissen verbietet es ihm. Er findet allerdings keine Waffe bei ihr oder in ihrer Umgebung, die Fang töten könnte. Als die Anführerin des Grünen Sturms vom Zinnbuch auf Brighton erfährt, macht sie sich mit einer kleinen Flotte auf den Weg.
Während der Zeit des Mondfests treffen alle Parteien auf dem Floßbad ein. Stalker Fang erbeutet das Zinnbuch und liest die Seiten, die den Aktivierungscode für die Orbitalwaffe ODIN enthalten. Oenone aktiviert ihre Waffe; es ist Shrike, und er zerstört den Stalker. Später findet Fishcake die sich noch regenden Teile und sammelt sie ein. General Naga übernimmt nun die Führung des Grünen Sturms und fliegt zurück, ohne Brighton zu zerstören. Die befreiten verlorenen Jungs übernehmen in der Folge die Macht über den Ort.
Als Hester den entmachteten Bürgermeister Pennyroyal töten will, wirft ihr Wren den Verrat von Anchorage an Arkangel vor. Hester gibt ihr Vergehen zu, bricht mit ihrer Familie und zieht mit Shrike weiter. Tom, Wren und Theo verlassen zusammen mit Pennyroyal auf der Jenny Haniver den Schauplatz.

### Band 4 - Die verlorene Stadt
Dieser Band spielt im Jahr 1026 TZ.
General Naga hat mit der Traktionsstadtgesellschaft, die sich als Folge des Angriffs durch den Grünen Sturm gebildet hat, einen Waffenstillstand ausgehandelt.
Der in seine Heimat Zagwa zurückgekehrte Theo erlebt den Besuch von Lady Oenone Naga, die General Naga geheiratet hat. Sie will das Bündnis der Antitraktionisten mit Zagwa neu schließen, das durch die Machtübernahme von Stalker Fang zerbrach. Um ihre Sicherheit auf dem Heimweg zu gewährleisten, soll sie Theo mit dem Frachter Nzimu nach Hause geleiten. Doch sie werden von Lady Nagas Dienerin verraten, entkommen nur knapp dem Tod und geraten in die Hände von Sklavenhändlern. Der Verlust seiner Frau soll den General dazu verleiten, den Waffenstillstand zu beenden.
Tom und Wren sind auf der Jenny als Händler unterwegs. Er glaubt in einer Frau eine Ingenieurin von London zu erkennen. Nachforschungen lassen darauf schließen, dass in den Ruinen von London ein Wiederaufbau beginnt. Der einen Vorort kommandierende Wolf Kobold bietet seine Hilfe an. Mit ihm überqueren Tom und Wren die Grenze zu den auf antitraktionistischem Gebiet liegenden Resten von London. Am Wrack finden sie knapp 200 Überlebende vor, die in einem kleinen Hangar nach Entdeckung der magnetischen Levitation das kleine, schwebende New London als ihr neues Zuhause bauen. Wolf Kobold flüchtet, um seinen Vorort zu holen und das Geheimnis zu rauben.
Shrike und Hester sind als Kopfgeldjäger in der Wüste unterwegs. Da Shrike keine Menschen töten kann, tut das die unter dem Namen Schwarzer Engel bekannte Hester. Nach einem Auftrag entdecken und befreien sie den Sklaven Theo. Er erzählt ihnen von Lady Naga, die auf Airhaven an den Meistbietenden verkauft werden soll. Sie reisen selbst dorthin, befreien die Frau des Generals und machen sich gemeinsam auf den Weg in den Osten zum Grünen Sturm.
Fishcake baut Stalker Fang aus geretteten und neu besorgten Teilen wieder zusammen und begibt sich mit ihm auf die Reise nach Erdene Tezh. Im als Altersruhesitz von Anna Fang gedachten Haus befindet sich eine Sendeanlage, mit der die Orbitalwaffe Odin kontaktiert werden kann. Das Bewusstsein des Maschinenwesens wechselt zwischen Stalker Fang und den Erinnerungen Annas. Daher wird auf dem Weg der Ingenieur Popjoy aufgesucht, der das Stalkergehirn repariert.
Wie von der Traktionsstadtgesellschaft geplant wird der Waffenstillstand gebrochen. Die Städte überrennen die ersten Verteidigungsanlagen des Grünen Sturms. Theo verliert im Kriegstrubel den Anschluss an seine Gruppe und zieht zu Fuß nach London. In dieser Zeit aktiviert Stalker Fang die Orbitalwaffe ODIN und zerstört mehrere Traktionsstädte. Gleichzeitig richtet sie die Waffe auf Orte des Grünen Sturms und zerstört deren Hauptstadt. Beide Kriegsparteien beschuldigen sich gegenseitig der Kontrolle über die Waffe, da niemand von Stalker Fang weiß. Fang verfolgt mit seiner Aktion auf sehr eigene Weise das Ziel des Grünen Sturms, die grüne Erde wiederherzustellen: Der Mensch wird die Natur immer wieder zerstören, daher gehört die Menschheit ausgelöscht.
Lady Naga erreicht ihren Mann, wird von diesem eingesperrt, da er sie für eine Verräterin hält. Der General macht sich auf den Weg nach London, da er dort die Steuerung der Orbitalwaffe vermutet. Etwa zeitgleich mit ihm trifft Kobold auf seiner mobilen Stadt ein und greift sofort an. Wren und Theo helfen bei der erfolgreichen Verteidigung, und General Naga zerstört den Vorort in einer Selbstmordmission. New London kann sich unbehelligt vom Kriegsschauplatz entfernen. Wren und Theo werden später ein Luftschiff erwerben, um als Händler tätig zu werden.
Tom, der sich nach dem ersten Einsatz von ODIN gegen die Traktionsstädte auf den Weg zum Zentrum des Grünen Sturms gemacht hat, um die kleine Londoner Kolonie vor dem gleichen Schicksal zu bewahren, trifft auf Hester und Shrike. Gemeinsam reisen sie mit der Jenny Haniver nach Erdene Tezh. Mit Gewalt ist Stalker Fang nicht aufzuhalten. Doch als Tom von der Zukunft seiner Tochter Wren erzählt, lässt sich die Maschine erweichen und zerstört ODIN. Sie selbst wird durch den eintreffenden Pennyroyal vernichtet, der anschließend zusammen mit Fishcake den Ort verlässt.
Durch die Belastung und ein fehlendes Medikament stirbt Tom in den Händen seiner Frau Hester an der vor Jahren erlittenen Verletzung an seinem Herzen. Sie selbst begeht, ihren Mann festhaltend, Selbstmord. Als Shrike sie so aneinander gebunden vorfindet, verzichtet er auf sein großes Ziel, Hester in einen Stalker verwandeln zu lassen und damit eine Begleitung durch die Jahrtausende zu haben. Er bestattet die beiden ihm Tal von Erdene Tezh, setzt sich daneben und schaltet die meisten seiner Funktionen aus. Erst Jahrhunderte später erwacht er wieder und findet eine Welt vor, in der die Menschen vor Ort keine Traktionsstädte mehr kennen.

## Figuren und Orte

### Tom Natsworthy
Zu Beginn der Geschichte ist der fünfzehnjährige Vollwaise Tom Gehilfe dritter Klasse der Historikergilde von London und hat keine Freunde.
Reeve entwickelte den Charakter als eine anständige, ehrliche und impulsive Person. Tom ist beständig verängstigt. In Situationen, in der er zu helfen versucht, macht er alles schlimmer.

### Hester Shaw
Die Tochter der Archäologin Pandora Shaw wurde auf der Insel Oak Island geboren. Den Mord an ihren Eltern durch Thaddeus Valentine musste sie beobachten. Durch einen Schwerthieb von ihm verlor sie ein Auge, den Großteil der Nase, und sie hat eine durchgehende Narbe von der Stirn zum Kiefer. Sie konnte fliehen, wurde vom Stalker Shrike aufgefunden, aufgenommen und im Plunderort Strole aufgezogen.
Hester wirkt verbittert und abweisend nach außen. Sie fürchtet ständig, Tom an eine andere Frau zu verlieren; sie hat Angst, wegen ihres verunstalteten Gesichts nicht von ihm geliebt zu werden.
Während Hester im ersten Buch eine gute Person mit furchtbarem Aussehen sein sollte, entwickelte Reeve ihre Persönlichkeit mit dem zweiten Band in einer Weise weiter, die durch die schwierige Vergangenheit unreparabel gezeichnet ist. Sie sollte weiterhin das Mitgefühl des Lesers haben, dabei aber soweit möglich eine negative Seite bekommen. Ihr Verhalten ist gewalttätig, rücksichtslos und wütend.

### Anna Fang
Die in Shan Guo Feng Hua (Windblume) genannte schlanke Aeronautin hat ein asiatisches Aussehen und kurze schwarze Haare mit weißen Strähnen. Ihre roten Zähne kommen von einer Kaupaste gegen die Luftkrankheit, die aus Betelnuss und getrockneten Blättern aus Nuevo Maya hergestellt wird. Anna trägt als Markenzeichen einen roten Mantel.
Die ersten Lebensjahre ist sie mit ihren per Luftschiff Handel treibenden Eltern unterwegs. Mit elf Jahren wird sie Sklavin auf der Raubstadt Arkangel, kann dort ihr Luftschiff Jenny Haniver bauen und fliehen. Danach wird sie zur Topagentin der Antitraktionisten. Einem Familienmitglied am nächsten kommt Sathya aus Kerala.

### Shrike
Nach dem Tod des Londoner Archäologen Kit Solent im Jahr 477 TZ wird dessen Körper durch ein Nomadenvolk zum Stalker Shrike umgebaut. Old Tech wie Hände und Augen wird verwendet, und in den Kopf wird ein altes Stalker-Gehirn eingepflanzt. Er hat keine Erinnerung an sein früheres Leben. Kit hat zwei Kinder. Anfangs gehört der Stalker zur Lazarus-Brigade. Später lebt er als Kopfgeldjäger auf Strole.
Im Buch wird seine wörtliche Rede in Großbuchstaben wiedergegeben, was Reeve im Nachhinein als schrecklich aussehend bedauert. Im ersten Buch der Fever Crumb-Reihe sind Shrikes Sätze in Kleinbuchstaben wiedergegeben.

### Thaddeus Valentine
Der ehemalige Plünderer besorgte für London die Waffe MEDUSA, brachte dafür Pandora Shaw und ihren Mann um. Zum Dank wurde er von Londons Bürgermeister Magnus Crome zum Obersten der Historikergilde ernannt. Der beim ersten Band etwa vierzigjährige Mann arbeitet insgeheim als Geheimagent für den Bürgermeister. Er lebt zusammen mit seiner fünfzehnjährigen Tochter Katherine, die er zehn Jahre vorher von der Floßstadt Puerto Angeles holte.

### Nimrod Beauregard Pennyroyal
Der kleine, kahlköpfige Mann ist Schriftsteller und Hochstapler. Durch seine Lügen und Halbwahrheiten erschwindelt er sich laufend Vorteile. Kommt ein Lügengebilde zu Fall, findet er meist schnell einen für ihn komfortablen Ausweg. Sein Vorgehen schließt auch skrupellose Handlungen mit ein.

### Traktionsstadt London
In den Jahren 477–480 TZ ließ Nikola Quercus (später von den Londonern unter dem Namen Niklas Quirte verehrt) nach der Eroberung von London die Stadt zur ersten Traktionsstadt umbauen. Er verwendete dabei das Konzept des Scriveners Auric Godshawk. Die vier großen Gilden der Historiker, Ingenieure, Navigatoren und Kaufleute herrschen zur Zeit der Romane über die Stadt, angeführt von einem Bürgermeister. Ausgebildete Gildenmitglieder sind auf der Stirn tätowiert; Historiker haben ein blaues Auge als Zeichen, Ingenieure ein rotes Rad. Die Ingenieure erkennt man zudem an kahlen Schädeln und weißen Gummimänteln.

### Airhaven
Diese schwebende Handelsstadt verhält sich neutral zu Traktionisten und Antitraktionisten und ist ein Treffpunkt für Aeronauten.

### Batmunkh Gompa
Diese Stadt findet sich an einem Pass zwischen dem Traktionsgebiet und den statischen Orten der Antitraktionisten. Lama Batmunkh begann hier einen schützenden Schildwall zu bauen. Während der westliche Teil mit Raketenbatterien bestückt ist, finden sich auf der Ostseite Wohnbebauung und Farmland. Am oberen Rand des Walls sind die Hangars, in denen die Luftflotte stationiert ist.

## Buchausgaben

### Englischsprachige Ausgaben
1. Mortal Engines. Scholastic, 2001, ISBN 978-0-439-97943-6.
2. Predator's Gold. Scholastic, 2003, ISBN 978-0-439-97734-0.
3. Infernal Devices. Scholastic, 2005, ISBN 978-0-439-96393-0.
4. A Darkling Plain. Scholastic, 2006, ISBN 978-0-439-94997-2.

### Deutschsprachige Ausgaben
1. Großstadtjagd, übersetzt von Anja Hansen-Schmidt. Beltz und Gelberg, 2003, ISBN 978-3-89106-434-4. Im Januar 2008 erschien das Buch unter dem Namen Mortal Engines: Krieg der Städte im Ravensburger Buchverlag. 2018 erfolgte eine Neuübersetzung durch Nadine Püschel und Gesine Schröder: Mortal Engines. Krieg der Städte. Frankfurt am Main: FISCHER Tor, 2018, ISBN 978-3-596-70212-1.
2. Mortal Engines. Jagd durchs Eis. Übersetzt von Nadine Püschel und Gesine Schröder. Frankfurt am Main: FISCHER Tor, 2018, ISBN 978-3-596-70213-8.
3. Mortal Engines. Der Grüne Sturm. Übersetzt von Nadine Püschel und Gesine Schröder. Frankfurt am Main: FISCHER Tor, 2019, ISBN 978-3-596-70214-5.
4. Mortal Engines. Die verlorene Stadt. Übersetzt von Nadine Püschel und Gesine Schröder. Frankfurt am Main: FISCHER Tor, 2019, ISBN 978-3-596-70215-2.

### Kurzgeschichten und Begleitwerk
Sowohl die Kurzgeschichten als auch das weitere Begleitwerk sind bisher nur in englischer Sprache erschienen.
- Urbivore
Die Kurzgeschichte ist eine Vorversion von Mortal Engines, die Reeve in den 1990ern schrieb. Mit dieser aus Reeves Sicht mehr postapokalyptischen Veröffentlichung wollte der Autor seinen Stoff vor einem Ideendiebstahl bewahren.[6]
Handlung: Die Fliegerin und Händlerin Rebecca Fox stört eine Sitzung des Bürgermeisters der kleinen mobilen Bergarbeiterstadt Shirethorpe und warnt vor dem Herannahen von London. Doch niemand glaubt, London habe ein Interesse an der kleinen Stadt. War die Warnung an den Ort nur eine Formalie, versucht Rebecca insbesondere den ihr von vorherigen Besuchen bekannten und daher geliebten Dr. Stephen Frowde zu überzeugen, mit ihr in der Marion Halcombe zu fliehen. Der zunächst zögernd und eher ablehnend reagierende Stephen gehorcht schließlich seinem Überlebensinstinkt, als London tatsächlich auftaucht, und folgt Rebecca auf ihr Schiff.
- In the Bleak Midwinter, veröffentlicht am 20. Dezember 2011 im Blog von Philip Reeve. Mit Illustrationen von Sarah McIntyre.[16]
Handlung: Im Winter, nachdem Shrike Hester aufgenommen hat, jagen sie im Auftrag der Stadt Twyne einen flüchtigen Bankräuber und kehren mit seinem Kopf zurück. Statt die Belohnung auszuzahlen, will der Bürgermeister Shrike an die Sklavenhändler der Shkin-Corporation verkaufen. Shrike ist beinahe überwältigt, da bringt Hester den auf dem Platz stehenden Mittwinter-Baum zu Fall und begräbt damit Sklavenjäger und Bürgermeister darunter. Hester und Shrike begehen im Rathaus die Mittwinter-Feier.
- Traction City, Scholastic, 2011, ISBN 978-1-4071-2427-8. Veröffentlicht 2011 zum World Book Day. Eine erweiterte und veränderte Fassung erschien 2018 in Night Flights als Traction City Blues.
Handlung: Das Waisenkind Smiff beobachtet auf der untersten Ebene von London einen Mord, bei dem dem Opfer die rechte Hand abgeschnitten wird. Er geht zur Polizei. Dort ist auch die junge Anna Fang, die mit Sprengstoff aufgegriffen wurde und für eine Antitraktionistin gehalten wird. Sie gibt zu, den Stalker The Collector zu suchen und für die Antitraktionsliga gewinnen zu wollen. Und sie äußert die Annahme, dass der Stalker jungen Menschen nichts tut. Doch auf der Suche nach ihm finden sie einen toten jungen Ingenieur mit fehlender Hand. Sie treffen auf eine Gruppe Ingenieure, die zugibt, den Stalker nach London geholt und die Kontrolle über ihn verloren zu haben. The Collector tötet die Ingenieure, schneidet ihnen die rechte Hand ab und versucht, die ihm fehlende rechte Hand mit diesen zu ersetzen. Sergeant Anders versucht mit dem Stalker zu reden und zerstört ihn schließlich mit Fangs Sprengstoff. Er lässt Anna von London entkommen.
- Night Flights. Scholastic, 2018, ISBN 978-1-4071-8675-7. Mit Illustrationen von Ian McQue.
Der Kurzgeschichtenband enthält drei Erzählungen über Anna Fang.
„Frozen Heart“: Berichtet wird von Anna Fangs Zeit als Sklavin auf Arkangel. Annas Eltern mussten mit ihrem Luftschiff Mermaid auf einer kleinen Stadt landen und wurden mit dieser von Arkangel gefressen. Annas Mutter kam dabei um, ihr Vater starb wenig später an den Folgen von Kummer, Hunger und harter Arbeit. Stilton Kael, Sohn des Besitzers von Kael Industries, nimmt die als Mechanikern geschickte Anna in seine privaten Dienste. Er baut ein Luftschiff für eine Regatta. Er verliebt sich in Anna, will sie heiraten, doch als sein Vater einen anderen Copilot für die Regatta bestimmt, lässt er sie fallen. Anna nimmt einer Regatta-Teilnehmerin ihren roten Mantel ab und flieht mit dem Luftschiff, das sie nun Jenny Haniver nennt. - Die Erzählung unterscheidet sich in Teilen von Stilton Kaels Erzählung im Buch Jagd durchs Eis. Nach seinen Worten verschonte er Anna Fang vor Sklavenarbeiten, wollte sie heiraten, doch sie hinterging ihn heimlich und baute ein Luftschiff, mit dem sie floh.[13] Gestützt wird diese für Anna weniger vorteilhafte Version der Geschichte durch Stalker Fangs Bemerkung im Buch Die verlorene Stadt, Bauteile in den Wertstoffhöfen gestohlen zu haben, und die geflüsterte Entschuldigung Richtung Stilton Kael.[17] Aus Sicht des Autors sind derlei Unterschiede nicht problematisch. Wenn er bei der Weiterentwicklung der Handlung eine andere Aussage treffen möchte, lässt sich darauf berufen, dass die Charaktere des Buchs eine falsche Überlieferung oder Erinnerung haben.[4]
„Traction City Blues“: Die bereits 2011 unter dem Titel Traction City veröffentlichte Geschichte wurde für diese Sammlung umgeschrieben. Ein Jahr nach ihrer Flucht von Arkangel landet Anna Fang auf dem gerade die Alpen überquerenden London. Sie kauft einem Händler Sprengstoff ab, der sie kurz darauf mit weiteren Helfern überfallen und ausrauben will. Eine unbekannte Person tötet die Angreifer und schneidet ihnen die rechte Hand ab. Anna wird festgenommen und gesteht, einen Stalker zu verfolgen, der schon mehrere Morde begangen hat. Die Polizisten und Anna verfolgen den Stalker. Sie treffen auf vier Ingenieure, die das Maschinenwesen zu Experimentierzwecken an Bord geholt haben. Sie wollen die Polizisten und Anna töten, um sie als Zeugen aus dem Weg zu räumen. Der Stalker tötet die Ingenieure und versucht mit deren rechten Händen die eigene fehlende zu ersetzen. Anna spricht mit dem Stalker, heftet ihm den Sprengstoff an, flieht und zerstört in der folgenden Explosion den Mörder. Die Polizisten lassen sie daraufhin ziehen.
„Teeth of the Sea“: Anna wird in ein Sultanat entsandt um zu prüfen, ob deren Herrscherin der Antitraktionsliga noch treu ist. Der Mann der Sultanin kam kurz zuvor im einzigen Zugangskanal zu dem Inselstaat um. Ein erstes Gespräch mit der Regentin lässt keinen Zweifel an ihrer Loyalität aufkommen. Bei Befragungen im Ort hört Anna von einem Treffen der Sultanin mit einem Mann zu einer Zeit, als ihr eigener Mann noch lebte. Zudem ist von mehreren im Kanal verschwundenen Schiffen die Rede. Da gerade ein Floßort den Hafen des Sultanats verlässt, folgt Anna diesem und warnt die Bewohner vor der Gefahr. Tatsächlich taucht eine Unterwasserstadt auf und versucht den schwimmenden Ort zu verschlingen. Durch eine List kann die Raubstadt schwer beschädigt werden und die Floßstadt flüchten. Die Sultanin schloss einen Pakt mit den Verbrechern; diese töten ihren Mann, und sie verschafft ihnen Beute.

Im Folgenden sind zwei Nachschlagewerke aufgeführt. Das zweite, unter anderem Titel erschienene Buch ist dabei eine insbesondere visuell erheblich erweiterte Fassung der ersten Ausgabe.
- The Traction Codex. Marion Lloyd Books, 2012. Das Buch wurde nur digital veröffentlicht und enthält in drei Abschnitten eine Abhandlung über die Traktionszeit, eine Zeitleiste der wichtigsten Ereignisse und ein Glossar.
- The Illustrated World of Mortal Engines. Scholastic, 2018, ISBN 978-1-4071-8678-8. Enthalten sind Illustrationen, Abhandlungen und Beschreibungen.

### Vorgeschichte
Hauptartikel: Fever Crumb
Mit der dreibändigen Fever Crumb-Reihe aus den Jahren 2009–2011, die bisher nicht in die deutsche Sprache übersetzt wurde, geht Philip Reeve etwas über 500 Jahre in die Vergangenheit der Mortal Engines-Quartett-Buchreihe. Erzählt wird von der Umwandlung von London in eine mobile Stadt. Ein vierter Band war geplant, doch Reeve twitterte im März 2020, kein weiteres Buch über Fever Crumb zu veröffentlichen, da zu viel Zeit seit dem letzten Buch vergangen ist und es für ihn zu schwierig sei, sich wieder in die Welt von Mortal Engines hineinzudenken. Die Fever Crumb-Buchreihe besteht aus abgeschlossenen Erzählungen und hat keinen Handlungsbogen über mehrere Bücher wie das Mortal Engines-Quartett.

## Auszeichnungen
Der erste Band Mortal Engines gewann 2002 den Nestlé Smarties Book Prize in der Kategorie für Neun- bis Elfjährige. 2007 wurde das Buch zudem mit dem Seiun-Preis ausgezeichnet.
2006 wurde der vierte Band A Darkling Plain mit dem Guardian children’s fiction prize ausgezeichnet. Ein Jahr später erhielt dieser Band den Los Angeles Times Book Prize in der Kategorie Jugendbuch (Young Adult Fiction).

## Rezensionen
Daniel Hahn sieht in diesem „innovativen Quartett“ „kraftvolle Themen“ wie „Identität, Loyalität, Verrat, Liebe und Erlösung“ bearbeitet. Mit dem letzten Band bringe Reeves die Handlung zu einem „sowohl bittersüßen als auch befriedigenden Abschluss“.
Josh Lacey schreibt in seiner Rezension zum vierten Band, dass er sowohl von Kindern als auch Erwachsenen mit Freude gelesen werden kann. Reeves Schreiben sei oft spritzig und witzig, aber fast genauso oft undurchsichtig und seltsam und äußerst verwirrend. Mit diesem Quartett sei Reeve eine außergewöhnliche, fantasievolle Leistung gelungen, die den Leser nicht enttäuschen wird.

## Verfilmung
Im Dezember 2009 gab der neuseeländische Filmproduzent Peter Jackson bekannt, einen Film auf Basis des Romans zu planen. Am 25. Oktober 2016 begann WingNut Films mit den Arbeiten an dem Film. Das Drehbuch wurde von Peter Jackson, dessen Frau Fran Walsh und Philippa Boyens geschrieben. Regie führte Christian Rivers. Der Film ist am 13. Dezember 2018 in die deutschen Kinos gekommen.
Hauptunterschiede der Filmgeschichte zur Erzählung im Buch sind die nur leichten Narben im Gesicht von Hester Shaw, die komplette Vernichtung von Airhaven, die vorzeitige Entbindung Hesters von ihrem Versprechen an Shrike, die teilweise Zerstörung des Schildwalls und das Überleben von Katherine Valentine. Kleinere Unterschiede gibt es mit letztlich gleichem Ergebnis, wie beispielsweise der Zerstörung der Luftflotte der Antitraktionisten und dem Sterbeort von Anna Fang.
Vor dem Erscheinen des dritten Bands zeigte sich Reeve nicht enttäuscht, dass es zu diesem Zeitpunkt noch keine Pläne für eine Verfilmung gab, da Filmemacher die Geschichten im Drehbuch selten zum Besseren verändern. Er konnte sich zudem nicht vorstellen, wie man eine Traktionsstadt auf die Leinwand bekommen soll.

## Vorläufernarrative
Schon James Blish erdachte in den 1950er Jahren eine Welt, in der einzelne Städte wie Trenton (New Jersey) sich von der Erde abheben und ihre eigenen Interessen vertreten.